# Laurent Jans
Laurent Jans, né le 5 août 1992 à Luxembourg au Grand-Duché de Luxembourg, est un footballeur international luxembourgeois qui joue au poste de défenseur au SK Beveren, dont il est actuellement le capitaine.

## Biographie
Avec le club de Fola Esch, il participe aux tours préliminaires de la Ligue des champions et de la Ligue Europa.
Le 19 juin 2018, en provenance du club belge de Waasland-Beveren, il s'engage avec le FC Metz pour 3 saisons (jusqu'en 2021) contre 400 000 euros.
Le 11 juillet 2019, le magazine allemand Kicker annonce son départ vers la Bundesliga et l'un de ses nouveaux promus pour la saison 2019/2020, le club du SC Paderborn 07.
Le 5 octobre 2020, il s'engage gratuitement avec le Standard de Liège pour une saison plus une supplémentaire en option.

## Palmarès
- Champion du Luxembourg en 2013 avec le Club Sportif Fola Esch
- Champion de France de Ligue 2 en 2019 avec le FC Metz
- Finaliste de la Coupe de Belgique en 2021 avec le Standard de Liège